# Antonio Bernal Romero
Antonio Bernal Romero (Hospitalet de Llobregat, Barcelona, 13 de febrero de 1924-28 de septiembre de 2013), fue un dibujante y portadista de historietas español, siendo en esta última disciplina, uno de los nombres más importantes del cómic español.

## Biografía
Tras tres años trabajando como profesor de dibujo, en 1953 publicó su primer trabajo, Ralf McLane, en el suplemento "A todo color" de La Prensa de Barcelona, con guiones de Ricardo Acedo. Seguidamente, entró en la plantilla de Editorial Bruguera, donde realizó portadas de diversas novelas hasta que en 1955 vio la luz la serie El Capitán Robles, que vio su continuación en la colección Vendaval.
Colaboró luego en As de Corazones, Celia, Futuro e Historias Selección, así como en el curso Dibuja tú también historietas de El Capitán Trueno que apareció en las páginas de la revista El Capitán Trueno Extra.
Su faceta de portadista alcanzó su máxima difusión con Trueno Color, Jabato Color y El Corsario de Hierro, pero sus miles de trabajos presentaron al público las colecciones Héroes, Historias Selección, Dossier Negro, El Coyote o Joyas Literarias Juveniles, por citar las más importantes.
Su hijo es el actor de doblaje, Juan Antonio Bernal.